# بروس ليبتون
بروس ليبتون (بالإنجليزية: Bruce Lipton)‏ هو كاتب وأحيائي أمريكي، ولد في 21 أكتوبر 1944 في ماونت كيسكو في الولايات المتحدة.

## وصلات خارجية
- بروس ليبتون على موقع IMDb (الإنجليزية)
- بروس ليبتون على موقع ميوزك برينز (الإنجليزية)
- بروس ليبتون على موقع قاعدة بيانات الفيلم (الإنجليزية)